# Saint-Gérand
Saint-Gérand (tiếng Breton: Sant-Jelan) là một xã ở tỉnh Morbihan trong vùng Bretagne tây bắc Pháp. Xã này có diện tích 18,05 km², dân số năm 1999 là 891 người. Khu vực này có độ cao từ 82-151 mét trên mực nước biển.
Cư dân của Saint-Gérand danh xưng trong tiếng Pháp là Géranais.